# Kwietnica (Rozłazino)
Kwietnica – kolonia wsi Rozłazino w Polsce, położona w województwie pomorskim, w powiecie wejherowskim, w gminie Łęczyce. Osada jest częścią sołectwa Rozłazino.

## Położenie
Kwietnica znajduje się przy trasie linii kolejowej Kartuzy – Lębork (obecnie zawieszonej) w dolinie Węgorzy na wysokości ok. 90 m n.p.m. Najbliżej położonym miastem jest Lębork, kolonia znajduje się na południowy wschód od tego miasta. Kwietnica leży pomiędzy osadami Gostkowskie i Karczemka Rozłaska.

## Historia
Obecnie znana pierwsza wzmianka wymieniająca Kwietnicę pochodzi z 1756 roku i dotyczy folwarku Grühof (przedwojenna nazwa osady) leżącego na granicy majątku w Redystowie. Po I wojnie osada znalazła się po niemieckiej stronie granicy
.
Po II wojnie w 1948 roku nazwa kolonii została zmieniona z Grühof na Kwietnica